# Samuel Diarra
Samuel Diarra (Bamako, 11 de agosto de 1998) es un futbolista maliense, que juega en la posición de portero, actualmente milita en 
Cultural y Deportiva Leonesa.

## Carrera
Con la Selección de fútbol sub-17 de Malí, terminó segundo en la Copa Mundial de Fútbol Sub-17 de 2015, recibiendo el Guante de oro como el mejor portero del torneo.
| Club                         | País   | Años      |
| ---------------------------- | ------ | --------- |
| AS Korofina                  | Mali   | ¿?-2017   |
| AS Bakaridjan                | Mali   | 2017      |
| Júpiter Leonés               | España | 2017      |
| Atlético Astorga             | España | 2017-2018 |
| Cultural y Deportiva Leonesa | España | 2018-2019 |
| Villarrubia CF               | España | 2019-2020 |
| Cultural y Deportiva Leonesa | España | 2020-     |

- Datos: Q59328416